# Plasma
Em física e em química, o plasma (do latim plasma, e do grego πλάσμα, "formação") é um dos estados físicos da matéria, similar ao gás, no qual certa porção das partículas é ionizada. A premissa básica é que o aquecimento de um gás provoca a dissociação das suas ligações moleculares, convertendo-o em seus átomos constituintes. Além disso, esse aquecimento adicional pode levar à ionização (ganho ou perda de elétrons) dessas moléculas e dos átomos do gás, transformando-o em plasma contendo partículas carregadas (elétrons e íons positivos).
A presença de um número não desprezível de portadores de carga torna o plasma eletricamente condutor, de modo que ele responde fortemente a campos eletromagnéticos. O plasma, portanto, possui propriedades bastante diferentes das de sólidos, líquidos e gases e é considerado um estado distinto da matéria. Como o gás, o plasma não possui forma ou volume definidos, a não ser quando contido em um recipiente; diferentemente do gás, porém, sob a influência de um campo magnético ele pode formar estruturas como filamentos, raios e camadas duplas. Alguns plasmas comuns são as estrelas e placas de neônio. Mais de 90% de toda a matéria existente no universo está em estado plasma. Sendo este estado da matéria mais comumente encontrado no rarefeito plasma intergaláctico e nas estrelas.
O plasma foi primeiramente identificado em um tubo de Crookes e descrito por Sir William Crookes em 1879 (ele o denominava "matéria radiante"). A natureza da matéria do "raio catódico" do tubo de Crookes foi depois identificada pelo físico britânico Sir J.J. Thomson em 1897 e chamado de "plasma" em 1928 por Irving Langmuir, devido à capacidade que o plasma das descargas elétricas tem de se moldar dentro dos tubos onde ele é gerado.
Langmuir escreveu:
"Com exceção das proximidades dos eletrodos, onde há bainhas contendo menos elétrons, o gás ionizado contém íons e elétrons em quantidades aproximadamente iguais, de modo que a carga espacial resultante é muito pequena. Nós usaremos o nome plasma para descrever esta região contendo cargas equilibradas de íons e elétrons."
Também é definido como gás no qual uma fração substancial dos átomos está ionizada. Um processo simples de ionização é aquecer o gás para que aumente o impacto eletrônico, por exemplo. Desse modo, o gás se torna o plasma quando a adição de calor ou outra forma de energia faz com que um número significante de seus átomos libere alguns ou todos os seus elétrons. Esses átomos que perdem elétrons ficam ionizados, ou seja, com uma carga positiva resultante, e os elétrons separados de seus átomos ficam livres para se mover pelo gás, interagindo com outros átomos e elétrons.
Por apresentar-se num estado fluido similar ao estado gasoso, o plasma é comumente descrito  ou como o "quarto estado de agregação da matéria" (os três primeiros sendo  sólido, líquido e gasoso). Mas essa descrição não é muito precisa, pois a passagem de um gás para a forma de plasma não ocorre através de uma transição de fase bem definida, tal como nas transições do estado sólido para líquido e deste para gás. De todo modo, o plasma pode ser considerado como um estado distinto da matéria, caracterizado por possuir um número de partículas eletricamente carregadas que é suficiente  para afetar suas propriedades e comportamento. Os plasmas são bons condutores elétricos, e suas partículas respondem fortemente a interações eletromagnéticas de grande alcance.
Quando o número de átomos ionizados é relativamente pequeno, a interação entre as partículas carregadas do gás ionizado é dominada por processos colisionais, ou seja, que envolvem principalmente colisões binárias entre elas. Quando o número de partículas carregadas é substancial, a interação entre as partículas carregadas é dominada por processos coletivos, ou seja, a dinâmica de cada uma delas é determinada pelos campos elétricos e magnéticos produzidos por todas as outras partículas carregadas do meio. Neste caso, o gás ionizado passa a ser denominado plasma.

## História

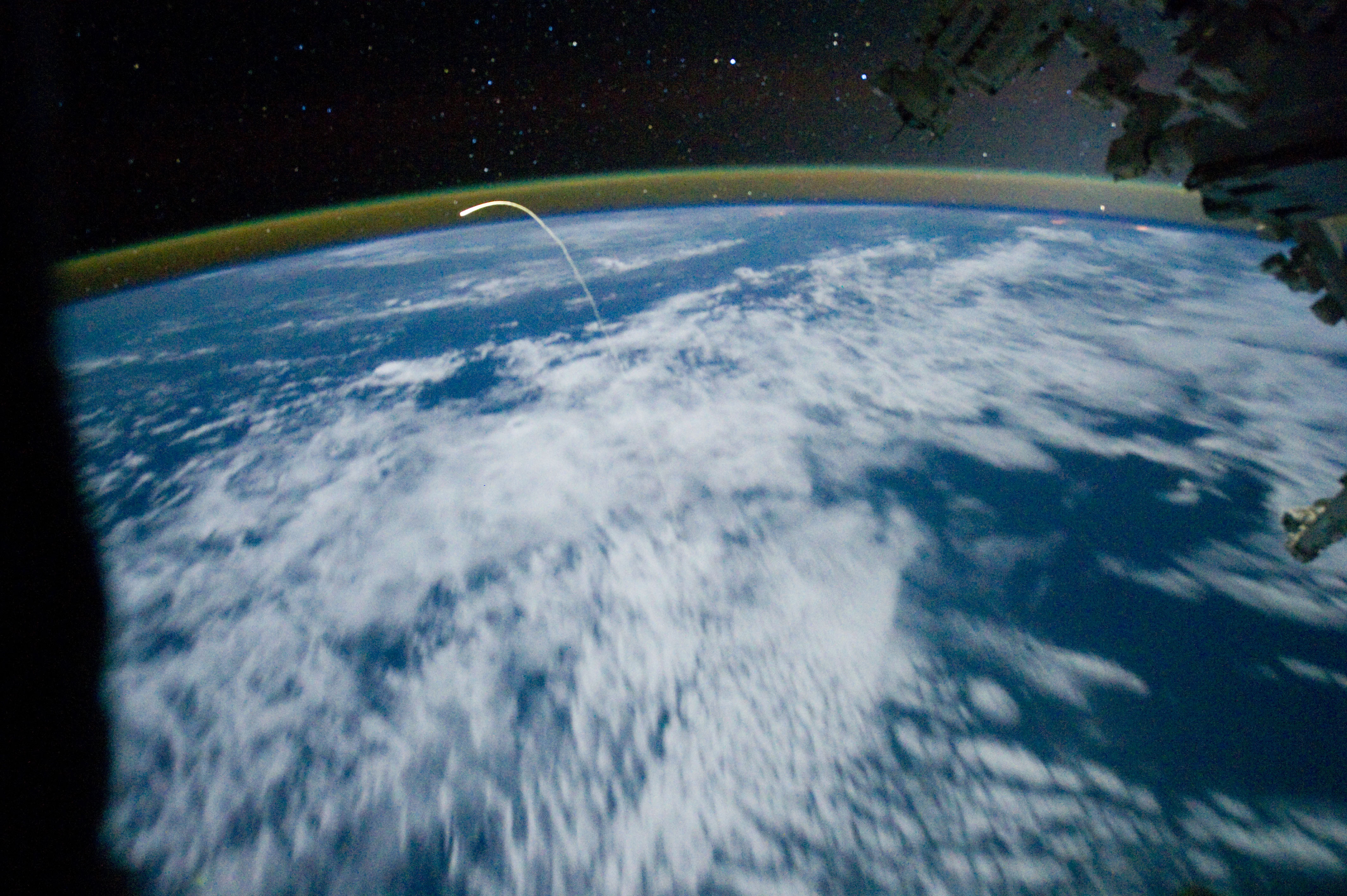
Um rastro de plasma do ônibus espacial Atlantis durante a reentrada na Atmosfera da Terra, vista desde a Estação Espacial Internacional.

O termo "plasma" foi introduzida por Irving Langmuir (Prêmio Nobel de Química em 1932), quando estava estudando descargas elétricas em vapor de mercúrio, na década de 1920, no "General Electric Research Laboratory", nos Estados Unidos. Ele notou que as características do gás ionizado produzido nessas descargas eram razoavelmente uniformes em todo o seu volume e que ele se moldava à forma do tubo onde era produzido.
Após os estudos iniciais de Langmuir, as investigações científicas sobre plasmas ficaram limitadas, por algum tempo, a grupos envolvidos no desenvolvimento de válvulas eletrônicas e de micro-ondas (magnetron), principalmente em laboratórios industriais. No entanto, a partir do início de 1940, aproximadamente, houve um grande avanço na investigação da Física de Plasma na comunidade de astrofísica, porque ficou claro que a maioria dos processos físicos relevantes em estrelas, galáxias e no meio interestelar envolviam processos de plasma. Em particular, o físico indiano Subrahmanyan Chandrasekhar, Prêmio Nobel de Física em 1983, desenvolveu modelos teóricos novos para estudar a dinâmica de galáxias e a evolução estelar utilizando vários conceitos de plasmas e o físico sueco Hannes Alfvén, Prêmio Nobel de Física em 1970, descobriu as ondas magnetohidrodinâmicas, que são excitadas em plasmas magnetizados, ao estudar os mecanismos de aquecimento da coroa solar.

## Plasmas comuns
Os plasmas são, de longe, os mais comuns estados da matéria do universo, tanto em massa como em volume. Todas as estrelas são feitas de plasma e mesmo o espaço entre as estrelas é preenchido com um plasma, embora muito esparso. No Sistema Solar, o planeta Júpiter possui a maior parte dos não plasmas, apenas 0,1% da massa e 10−15% do volume no interior da órbita de Plutão. Grãos muito pequenos no interior de um plasma gasoso também assumem uma carga resultante negativa, de modo que eles podem atuar como um componente iônico fortemente negativo do plasma.
| Produzidos artificialmente | Plasmas terrestres | Plasmas espaciais e astrofísicos |
| --- | --- | --- |
| - Aqueles encontrados em telas de plasma, inclusive TVs. - Interior de lâmpadas fluorescentes (luz de baixa energia), sinais de neônio. - Exaustão de foguetes e propulsores de íons. - A área adiante do escudo térmico de uma nave espacial, durante a reentrada na atmosfera terrestre. - Interior da descarga de corona de um gerador de ozônio. - Pesquisa de energia de fusão nuclear. - O arco elétrico em uma lâmpada a arco voltaico, um arco de solda ou um maçarico de plasma. - Globo de plasma. - Arcos produzidos em bobinas de Tesla (transformadores ressonantes de núcleo de ar ou bobinas interruptoras que produzem arcos similares a raios, mas com corrente alternada, em vez de eletricidade estática). - Plasmas utilizados na fabricação de circuitos integrados, inclusive gravação iônica reativa, pulverização catódica, limpeza superficial por plasma e deposição de vapor químico induzida por plasma. - Plasmas produzidos por lasers, encontrados quando lasers de alta potência interagem com materiais. - Plasmas indutivos, tipicamente formados em gás argônio para espectroscopia de emissão óptica ou espectrometria de massa. - Plasmas magneticamente induzidos, tipicamente produzidos utilizando-se micro-ondas como método de acoplamento ressonante. | - Raios - Raios globulares - Fogo de santelmo - Sprites - A ionosfera - A aurora polar - Os blue jets / blue starters - Os elves - O fogo-fátuo | - O Sol e outras estrelas (plasmas aquecidos por fusão nuclear) - O vento solar - O meio interplanetário (espaço entre planetas) - O meio interestelar (espaço entre sistemas de estrelas) - O meio intergaláctico (espaço entre galáxias) - O tubo de fluxo Io - Júpiter - Discos de acreção - Nebulosas interestelares |

## Propriedades e parâmetros

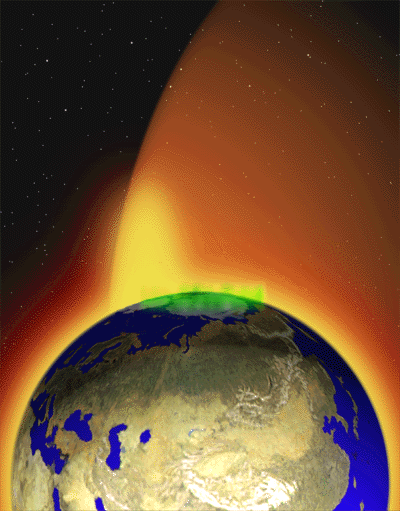
Visão artística da fonte de plasma da Terra, mostrando íons de oxigênio, hélio e hidrogênio que jorram das regiões próximas aos polos para o espaço. A área fracamente amarela mostrada acima do polo norte representa gás perdido pela Terra para o espaço; a área verde é a aurora boreal, onde a energia do plasma flui de volta para a atmosfera.

### Definição
O plasma é livremente descrito como um meio eletricamente neutro de partículas positivas e negativas (isto é, a carga total de um plasma é aproximadamente zero). É importante notar que, embora não tenham limites, essas partículas não são "livres". Quando as cargas se movem, elas geram correntes elétricas com campos magnéticos e, como resultado, cada uma é afetada pelos campos das outras. Isto determina o comportamento coletivo com muitos graus de liberdade. Uma definição pode ter três critérios:
1. A aproximação de plasma: partículas carregadas devem estar suficientemente próximas, de modo que cada uma influencie muitas partículas carregadas na sua vizinhança, em vez de somente interagir com a mais próxima (esses efeitos coletivos são característicos de um plasma). A aproximação de plasma é válida quando o número de portadores de carga no interior da esfera de influência (chamada de esfera de Debye, cujo raio é o comprimento de Debye) de uma partícula em particular é maior do que uma unidade, para que haja comportamento coletivo das partículas carregadas. O número médio de partículas na esfera de Debye é representado pelo parâmetro de plasma "Λ" (a letra grega lambda).
2. Interações de volume: o comprimento de Debye (definido acima) é pequeno se comparado ao tamanho físico do plasma. Este critério significa que as interações no interior do plasma são mais importantes do que nas bordas, onde podem ocorrer efeitos de fronteira. Quando este critério é obedecido, o plasma é praticamente neutro.
3. Frequência de plasma: a frequência dos elétrons do plasma (medindo a oscilação da densidade dos elétrons do plasma) é alta se comparada à frequência de colisões entre elétrons e partículas neutras. Quando esta condição é válida, as interações eletrostáticas predominam sobre os processos da cinética normal dos gases.

### Faixas dos parâmetros
Os parâmetros do plasma podem assumir valores que variam em muitas ordens de grandeza, mas as propriedades dos plasmas com parâmetros aparentemente distintos podem ser muito similares. O quadro a seguir considera apenas plasmas atômicos convencionais e não fenômenos exóticos como os plasmas de quarks-glúons.

Faixas dos plasmas. A densidade aumenta para cima, a temperatura aumenta para a direita. Os elétrons livres em um metal podem ser considerados um plasma de elétrons.

|                                          | Faixas típicas dos parâmetros do plasma: ordens de grandeza (OG)              | Faixas típicas dos parâmetros do plasma: ordens de grandeza (OG)                |
| Características                          | Plasmas terrestres                                                            | Plasmas cósmicos                                                                |
| ---------------------------------------- | ----------------------------------------------------------------------------- | ------------------------------------------------------------------------------- |
| Comprimento em metros                    | 10−6 m (plasma de laboratório) até 102 m (raio) (~8 OG)                       | 10−6 m (bainhas de nave espacial) até 1025 m (nebulosa intergaláctica) (~31 OG) |
| Tempo de vida em segundos                | 10−12 s (plasma produzido por laser) até 107 s (luzes fluorescentes) (~19 OG) | 101 s (chama solar) até 1017 s (plasma intergaláctico) (~16 OG)                 |
| Densidade em partículas por metro cúbico | 107 m−3 até 1032 m−3 (plasma em confinamento inercial)                        | 1 m−3 (meio intergaláctico) até 1030 m−3 (núcleo estelar)                       |
| Temperatura em kelvin                    | ~0 K (plasma cristalino não neutro) até 108 K (plasma de fusão magnética)     | 102 K (aurora) até 107 K (núcleo solar)                                         |
| Campos magnéticos em teslas              | 10−4 T (plasma de laboratório) até 103 T (plasma de pulso)                    | 10−12 T (meio intergaláctico) até 1011 T (perto de estrelas de nêutrons)        |

### Grau de ionização
A ionização é necessária para o plasma existir. O termo "densidade do plasma" usualmente se refere à "densidade de elétrons", isto é, o número de elétrons livres por unidade de volume. O grau de ionização de um plasma é a proporção de átomos que perderam (ou ganharam) elétrons e é controlado principalmente pela temperatura. Mesmo um gás parcialmente ionizado, em que somente 1% das partículas esteja ionizada, pode apresentar as características de um plasma, isto é, resposta a campos magnéticos e alta condutividade elétrica. O grau de ionização α é definido como α = ni/(ni + na),  em que ni é a densidade de íons e na é a densidade de átomos neutros. A densidade de elétrons está relacionada a ele pelo estado médio da carga <Z> dos íons, sendo que ne = <Z> ni, em que ne é a densidade de elétrons.

### Temperaturas
A temperatura do plasma é normalmente medida em kelvins ou elétron-volts e é, informalmente, uma medida da energia cinética térmica por partícula. Geralmente são necessárias temperaturas muito altas para sustentar a ionização, a qual é uma característica definidora de um plasma. O grau de ionização do plasma é determinado pela "temperatura do elétron" relativa ao potencial de ionização (e, com menos intensidade, pela densidade), numa relação chamada equação de Saha. Em baixas temperaturas, os íons e elétrons tendem a se recombinar para o seu estado ligado - átomos - e o plasma acaba se convertendo em um gás.
Na maioria dos casos os elétrons estão suficientemente próximos do equilíbrio térmico, de modo que sua temperatura é relativamente bem definida, mesmo quando há um desvio significativo de uma função de distribuição de energia maxwelliana, devido, por exemplo, a radiação ultravioleta, a partículas energéticas ou a campos elétricos fortes. Por causa da grande diferente de massa, os elétrons chegam ao equilíbrio termodinâmico entre si muito mais rapidamente do que com os íons ou átomos neutros. Por esta razão, a "temperatura do íon" pode ser muito diferente (normalmente menor) da "temperatura do elétron". Isto é especialmente comum em plasmas tecnológicos fracamente ionizados, cujos íons estão frequentemente próximos à temperatura ambiente.
Em função das temperaturas relativas dos elétrons, íons e partículas neutras, os plasmas são classificados como "térmicos" ou "não térmicos". Plasmas térmicos possuem elétrons e partículas pesadas à mesma temperatura, isto é, eles estão em equilíbrio térmico entre si. Plasmas não térmicos, por outro lado, possuem íons e átomos neutros a uma temperatura muito menor (normalmente temperatura ambiente), enquanto os elétrons são muito mais "quentes".
Um plasma é às vezes chamado de "quente" se ele está quase totalmente ionizado, ou "frio" se apenas uma pequena fração (por exemplo, 1%) das moléculas do gás estão ionizadas, mas outras definições dos termos "plasma quente" e "plasma frio" são comuns. Mesmo em um plasma "frio", a temperatura do elétron é tipicamente de várias centenas de graus Celsius. Os plasmas utilizados na "tecnologia de plasma" ("plasmas tecnológicos") são normalmente frios neste sentido.

### Potenciais

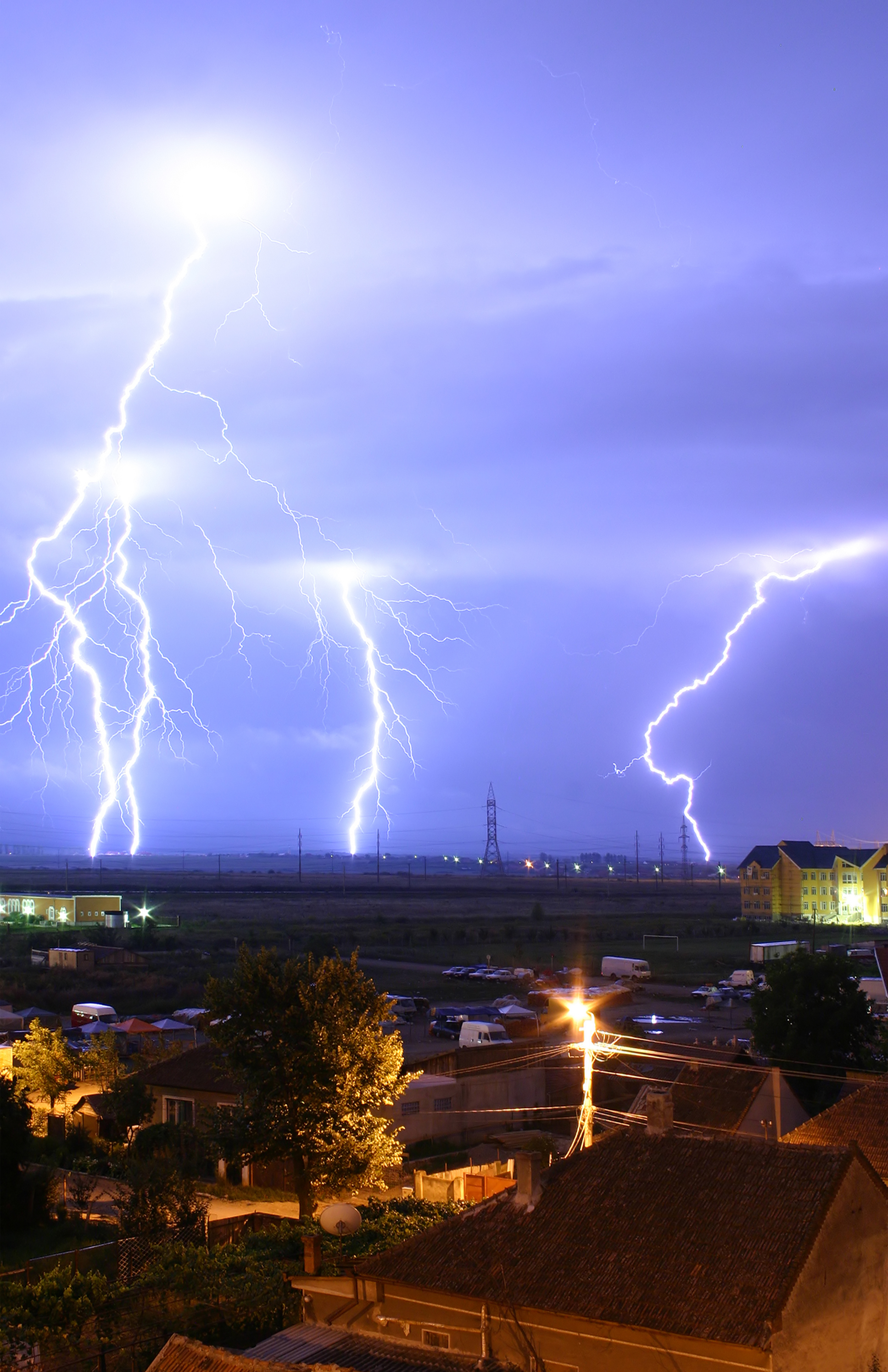
O raio é um exemplo de plasma presente na superfície da Terra. Tipicamente, um raio descarrega amperes a até 100 milhões de volts e emite luz, ondas de rádio, raios X e até raios gama. As temperaturas do plasma num raio podem atingir ~ kelvin e as densidades de elétrons podem exceder 10^{24} m^{−3}.

Como os plasmas são muito bons condutores, os potenciais elétricos têm um papel importante. O potencial médio que existe no espaço entre partículas carregadas, independentemente da questão de como ele pode ser medido, é chamado de "potencial de plasma" ou "potencial do espaço". Se um eletrodo é inserido em um plasma, o seu potencial em geral ficará consideravelmente abaixo do potencial do plasma, devido à chamada bainha de Debye. A boa condutividade elétrica dos plasmas faz com que os seus campos elétricos sejam muito pequenos. Disso resulta o importante conceito de "quase neutralidade", que diz que a densidade das cargas negativas é aproximadamente igual à das cargas positivas para grandes volumes de plasma (ne = <Z>ni), mas na escala do comprimento de Debye pode haver desequilíbrio de cargas. No caso especial em que camadas duplas são formadas, a separação das cargas pode se estender por algumas dezenas de comprimentos de Debye.
A magnitude dos potenciais e campos elétricos pode ser determinada por outros meios do que simplesmente encontrando-se a densidade de carga resultante. Um exemplo comum é assumir que os elétrons satisfazem a relação de Boltzmann:
{\displaystyle n_{e}\propto e^{e\Phi /k_{B}T_{e}}}.
Diferenciando-se esta relação, obtém-se um meio para calcular o campo elétrico a partir da densidade:
{\displaystyle {\vec {E}}=(k_{B}T_{e}/e)(\nabla n_{e}/n_{e})}.
É possível produzir um plasma que não seja quase neutro. Um feixe de elétrons, por exemplo, só tem cargas negativas. A densidade de um plasma não neutro deve geralmente ser muito baixa, pois de outra forma ele será dissipado pela força eletrostática de repulsão.
Em plasmas astrofísicos, a triagem Debye (atenuação do campo elétrico provocada pela presença de portadores de carga móveis) impede que os campos elétricos afetem diretamente o plasma por grandes distâncias, isto é, maiores do que o comprimento de Debye. Mas a existência de partículas carregadas faz com que o plasma gere e seja afetado por campos magnéticos. Isto pode causar (e efetivamente causa) um comportamento extremamente complexo, como a geração de camadas duplas no plasma, um objeto que separa as cargas por algumas dezenas de comprimentos de Debye. A dinâmica de plasmas interagindo com campos magnéticos externos e auto-gerados é estudada na disciplina acadêmica de magnetoidrodinâmica.

### Magnetização
Diz-se que um plasma com um campo magnético forte o suficiente para influenciar o movimento das partículas carregadas está magnetizado. Um critério quantitativo comum é que uma partícula em média completa pelo menos um giro em torno do campo magnético antes de participar de uma colisão, isto é, ωce/νcoll > 1, onde ωce  é a  "frequência de giro do elétron" e νcoll é a "taxa de colisão do elétron". Ocorre frequentemente de os elétrons estarem magnetizados e os íons não. Plasmas magnetizados são anisotrópicos, significando que as suas propriedades na direção do campo magnético são diferentes daquelas na direção perpendicular a ele. Enquanto os campos elétricos nos plasmas são geralmente pequenos devido à alta condutividade, o campo elétrico associado a um plasma movendo-se num campo magnético é dado por E = −v x B (onde E é o campo elétrico, v é a velocidade e B é o campo magnético) e não é afetado pela bainha de Debye.

### Comparação das fases do plasma e do gás
O plasma é frequentemente chamado o quarto estado da matéria. Ele é distinto de outros estados de baixa energia da matéria, sólido, líquido e gasoso. Embora esteja proximamente relacionado com a fase gasosa pelo fato de não possuir forma ou volume, ele difere em um conjunto de fatores, inclusive os seguintes:
| Propriedade                        | Gás | Plasma |
| Condutividade Elétrica             | Muito baixa Ar é um excelente isolante até que ele se transforma em plasma em campos elétricos de mais de 30 kilovolts por centímetro.                                | Normalmente muito alta Para muitos propósitos, a condutividade de um plasma pode ser considerada infinita. |
| Espécies atuando independentemente | Uma Todas as partículas de gás se comportam de forma similar, influenciadas pela gravidade e por colisões entre si.                                                   | Duas ou três Elétrons, íons, prótons e nêutrons podem se distinguir pelo sinal e valor da sua carga, de modo que eles se comportam independentemente em muitas circunstâncias, com diferentes velocidades e temperaturas, permitindo fenômenos como novos tipos de ondas e instabilidades. |
| Distribuição de Velocidade         | Maxwelliana Colisões normalmente levam a uma distribuição Maxwelliana da velocidade de todas as partículas de gás, com muito poucas partículas relativamente rápidas. | Frequentemente não Maxwelliana Interações colisionais são frequentemente fracas em plasmas quentes e forças externas podem dirigir o plasma para longe do equilíbrio e levar a uma significativa população de partículas extraordinariamente rápidas.                                      |
| Interações                         | Binária Colisões de duas partículas são a regra, de três corpos são extremamente raras.                                                                               | Coletiva Ondas, ou movimento organizado do plasma, são muito importantes porque as partículas podem interagir em faixas largas através das forças elétricas e magnéticas. |

## Fenômenos complexos
Embora as equações fundamentais que governam os plasmas sejam simples, o comportamento do plasma é extraordinariamente variado e sutil: o aparecimento de comportamento inesperado de um modelo simples é uma característica típica de sistemas complexos. Tais sistemas se situam, em algum sentido, no limite entre o comportamento ordenado e o desordenado e tipicamente não podem ser descritos por funções matemáticas simples ou pela pura randomização. A formação espontânea de acidentes espaciais interessantes numa grande faixa de escalas de distância é uma manifestação da complexidade do plasma. Os acidentes são interessantes, por exemplo, porque eles são muito abruptos, espacialmente intermitentes (a distância entre os acidentes é muito maior do que os acidentes em si) ou têm forma de fractal. Muitos desses acidentes foram inicialmente estudados em laboratório e depois foram reconhecidos pelo universo. Exemplos da complexidade e de estruturas complexas nos plasmas incluem:

### Filamentação
Estriamentos ou estruturas em forma de mola são vistos em muitos plasmas, como a bola de plasma, a aurora polar, raios, arcos elétricos, erupções solares e remanescentes de supernova. Eles são às vezes associados com altas densidades de corrente e a interação com o campo magnético pode formar uma estrutura de corda magnética.
A filamentação também se refere à auto-focalização de um pulso de laser de alta potência. Em alta potência, a parte não linear do índice de refração se torna importante e causa um índice de refração maior no centro do feixe de laser, onde o laser é mais brilhante, causando um feedback que focaliza o laser ainda mais. O laser com foco mais estreito tem um pico de brilho mais alto (irradiância), que forma um plasma. O plasma tem um índice de refração menor que um, fazendo com que o feixe de laser perca o foco. A inter-relação do índice de refração que focaliza com o plasma que desfocaliza provoca a formação de um longo filamento de plasma que pode ter comprimento de micrômetros a quilômetros.
|                      | |
| Tempestade elétrica. | Lâmpada de plasma, ilustrando alguns dos mais complexos fenômenos de um plasma, incluindo a filamentação. As cores são resultado da relaxação de elétrons em estado de excitação para estados de menor energia, quando eles se recombinam com os íons. Esses processos emitem luz num espectro característico do gás sendo excitado. |

### Choques ou camadas duplas
As propriedades do plasma mudam rapidamente (no espaço de poucos comprimentos de Debye), através de uma placa bidimensional na presença de um choque (em movimento) ou de uma camada dupla (estacionária). Camadas duplas envolvem a separação localizada da carga elétrica, que causa uma grande diferença de potencial ao longo da camada, mas não gera um campo elétrico fora da camada. Camadas duplas separam regiões adjacentes de plasma com características físicas diferentes e são frequentemente encontradas em plasmas que contêm corrente. Elas aceleram tanto os íons quanto os elétrons.

### Campos e circuitos elétricos
A quase neutralidade de um plasma requer que as correntes no plasma se fechem em si mesmas em circuitos elétricos. Esses circuitos seguem as leis de Kirchhoff de circuitos e possuem uma resistência elétrica e uma indutância, devendo ser tratados como um sistema fortemente acoplado, em que o comportamento em cada região do plasma depende do circuito inteiro. É este forte acoplamento entre os elementos do sistema, junto com a não linearidade, que pode levar ao comportamento complexo. Os circuitos elétricos nos plasmas armazenam energia indutiva (magnética) e, no caso de rompimento do circuito, por exemplo por uma instabilidade do plasma, a energia indutiva é liberada como aquecimento e aceleração do plasma. Esta é uma explicação comum para o aquecimento que ocorre na coroa solar. As correntes elétricas, em particular as alinhadas com campos magnéticos (às vezes genericamente referidas como correntes de Birkeland), são também observadas nas auroras polares da Terra e em filamentos de plasma.

### Estrutura celular
Placas estreitas com gradientes bruscos podem separar regiões com diferentes propriedades como magnetização, densidade e temperatura, resultando em regiões similares a células. São exemplos a magnetosfera, a heliosfera e a corrente heliosférica difusa. 
Como escreveu Hannes Alfvén: 
"Do ponto de vista cosmológico, a mais importante descoberta recente da pesquisa espacial é provavelmente a estrutura celular do espaço. Como foi visto em todas as regiões do espaço acessíveis a medições in situ, há um número de 'paredes celulares', placas de correntes elétricas que dividem o espaço em compartimentos com diferentes magnetização, temperatura, densidade, etc."

### Velocidade crítica de ionização
A velocidade crítica de ionização é a velocidade relativa entre um plasma ionizado e um gás neutro, acima da qual ocorre um processo de ionização de fuga. O processo de ionização crítico é um mecanismo bastante geral para a conversão da energia cinética de um gás fluindo rapidamente em ionização e energia térmica do plasma. Fenômenos críticos são geralmente típicos de sistemas complexos e podem levar a abruptas características espaciais ou temporais.

### Plasma ultrafrio
Plasmas ultrafrios são criados em armadilhas magneto-ópticas pela captura e resfriamento de átomos neutros a temperaturas de 1 mK ou menos, e depois usando outro laser para ionizar os átomos, dando a cada um dos elétrons mais externos a energia suficiente para escapar da atração elétrica do seu íon.
Uma vantagem dos plasmas ultrafrios é a sua condição inicial bem caracterizada e ajustável, incluindo o seu tamanho e a temperatura do elétron. Mudando-se o comprimento de onda do laser ionizador, a energia cinética dos elétrons liberados pode ser ajustada para tão baixo quanto 0,1 K, um limite imposto pela largura de banda de frequência do pulso de laser. Os íons herdam as temperaturas em milikelvin dos átomos neutros, mas são rapidamente aquecidos por um processo conhecido como aquecimento por desordem induzida. Este tipo de plasma ultrafrio não equilibrado evolui rapidamente e apresenta muitas outras características interessantes.
Um dos estados metaestáveis de um plasma fortemente não ideal é a matéria de Rydberg, que se forma a partir da condensação de átomos excitados.

### Plasma não neutro
A força e os limites de variação da força elétrica e a boa condutividade dos plasmas normalmente garantem que as densidades de cargas positivas e negativas em qualquer região de bom tamanho sejam iguais (quase neutralidade). Um plasma com um excesso significativo de densidade de carga ou que, em caso extremo, seja composto de uma única espécie, é chamado de plasma não neutro. Num plasma deste tipo, os campos elétricos têm um papel predominante. São exemplos os feixes de partículas carregadas, uma nuvem de elétrons numa armadilha de Penning e plasmas de pósitrons.

### Plasma de pó e plasma de grãos
Um plasma de pó contém pequenas partículas carregadas de poeira (tipicamente encontrada no espaço), que também se comportam como um plasma. Um plasma que contém partículas maiores é chamado plasma de grãos.

## Descrições matemáticas

As complexas linhas de campos magnéticos auto-comprimidas e caminhos de corrente em uma corrente de Birkeland alinhada ao campo que pode se desenvolver em um plasma.

Para se descrever completamente o estado de um plasma, seria necessário registrar todas as localizações e velocidades das partículas e descrever o campo magnético na região do plasma. Entretanto, geralmente não é prático nem necessário rastrear todas as partículas de um plasma, portanto os físicos normalmente usam descrições menos detalhadas, das quais existem dois tipos principais:

## Modelos de fluido
Modelos de fluidos descrevem o plasma em termos de quantidades simplificadas, como densidade e velocidade média em cada posição. Um modelo de fluido simples, magnetoidrodinâmica, trata o plasma como um único fluido governado por uma combinação das equações de Maxwell e de Navier-Stokes. Uma descrição mais geral é a do plasma de dois fluidos, em que os íons e elétrons são descritos separadamente. Os modelos de fluidos frequentemente são acurados quando o grau de colisões é suficientemente alto para manter a distribuição da velocidade do plasma próxima à distribuição de Maxwell-Boltzmann. Como os modelos de fluidos geralmente descrevem o plasma em termos de um único fluxo a uma determinada temperatura em cada localização espacial, eles não podem capturar estruturas espaciais da velocidade, como raios de luz ou camadas duplas, nem resolvem efeitos de partículas em ondas.

### Modelos cinéticos
Os modelos cinéticos descrevem a função de distribuição da velocidade da partícula em cada ponto do plasma e, portanto, não precisam assumir uma distribuição de Maxwell-Boltzmann. Uma descrição cinética é frequentemente necessária para plasmas sem colisões. Existem duas abordagens comuns para a descrição cinética de um plasma. Uma se baseia na representação da função de distribuição simplificada num gráfico de velocidade e posição. A outra, conhecida como técnica da partícula na célula, inclui a informação da cinética seguindo-se a trajetória de um grande número de partículas individuais. Os modelos cinéticos são geralmente mais intensivos em computação do que os modelos de fluidos. A equação de Vlasov pode ser usada para descrever a dinâmica de um sistema de partículas carregadas interagindo com um campo eletromagnético. Em plasmas magnetizados, uma abordagem girocinética pode reduzir substancialmente o gasto computacional de uma simulação cinética completa.

## Plasmas artificiais
A maioria dos plasmas artificiais é gerada pela aplicação de campos elétricos e/ou magnéticos. Os plasmas gerados em laboratório e para uso industrial podem geralmente ser categorizados por:
- O tipo de fonte de força usada para gerar o plasma - corrente contínua, radiofrequência e micro-ondas.
- A pressão a que eles operam - pressão de vácuo (< 10 mTorr ou 1 Pa), pressão moderada (~ 1 Torr ou 100 Pa), pressão atmosférica (760 Torr ou 100 kPa).,
- O grau de ionização no interior do plasma - total, parcial ou fracamente ionizado.
- As relações de temperatura no interior do plasma - plasma térmico (Te = Tion = Tgas), plasma não térmico ou "frio" (Te >> Tion = Tgas).
- A configuração do eletrodo usado para gerar o plasma.
- A magnetização das partículas no interior do plasma - magnetizado (tanto íons quanto elétrons são capturados em órbitas de Larmor pelo campo magnético), parcialmente magnetizados (os elétrons, mas não os íons, são capturados pelo campo magnético), não magnetizados (o campo magnético é fraco demais para capturar as partículas em órbitas, mas pode gerar forças de Lorentz).
- A aplicação.

### Geração do plasma artificial
Assim como há muitos usos para o plasma, há várias formas para a sua geração, entretanto um princípio é comum a todos eles: deve haver fornecimento de energia para produzi-lo e sustentá-lo. O plasma é gerado quando uma corrente elétrica é aplicada através de um gás ou um fluido dielétrico (um material não condutor de eletricidade), como pode ser visto na imagem abaixo, que mostra um tubo de gás como um exemplo (corrente contínua usada por simplicidade)
A diferença de potencial e o campo elétrico subsequente atraem os elétrons mais externos (negativos) em direção ao anodo (eletrodo positivo), enquanto o catodo (eletrodo negativo) atrai os núcleos. À medida que a tensão aumenta, a corrente leva o material (por polarização elétrica) além do seu limite dielétrico (chamado rigidez dielétrica), num estágio de ruptura elétrica marcado por uma centelha elétrica, em que o material passa de isolante a condutor elétrico, tornando-se cada vez mais ionizado. Este é um estágio de ionização em avalanche, em que as colisões entre elétrons e átomos neutros de gás criam mais íons e elétrons, como pode ser visto na figura à direita. O primeiro impacto de um elétron em um átomo resulta em um íon e dois elétrons. Portanto, o número de partículas carregadas aumenta rapidamente (aos milhões) somente após cerca de 20 conjuntos sucessivos de colisões, devido principalmente a um menor caminho livre médio (distância média percorrida entre as colisões).
Com densidade de corrente e ionização suficientes, forma-se um arco elétrico luminoso (essencialmente um raio) entre os eletrodos.  A resistência elétrica ao longo do arco elétrico contínuo gera calor, que ioniza mais moléculas de gás (quando o grau de ionização é determinado pela temperatura) e, pela sequência sólido - líquido - gás - plasma, o gás é gradualmente transformado em um plasma térmico.  Um plasma térmico está em equilíbrio térmico, o que significa que a temperatura é relativamente homogênea entre as partículas pesadas (isto é, átomos, moléculas e íons) e elétrons. Isto ocorre porque quando os plasmas térmicos são gerados, é cedida energia elétrica aos elétrons, os quais, pela sua grande mobilidade e grande número, são capazes de dispersá-la rapidamente e sem perda de energia (por colisão elástica) para as partículas pesadas. 
|                                                                                         |                                                            |                                                                    |
| Processo de ionização em cascata. Elétrons são ‘e−’, átomos neutros ‘o’, e cátions ‘+’. | Plasma artificial produzido no ar por uma escada de Jacob. | Representação simples de um tubo de descarga de corrente contínua. |

### Exemplos de plasmas industriais/comerciais

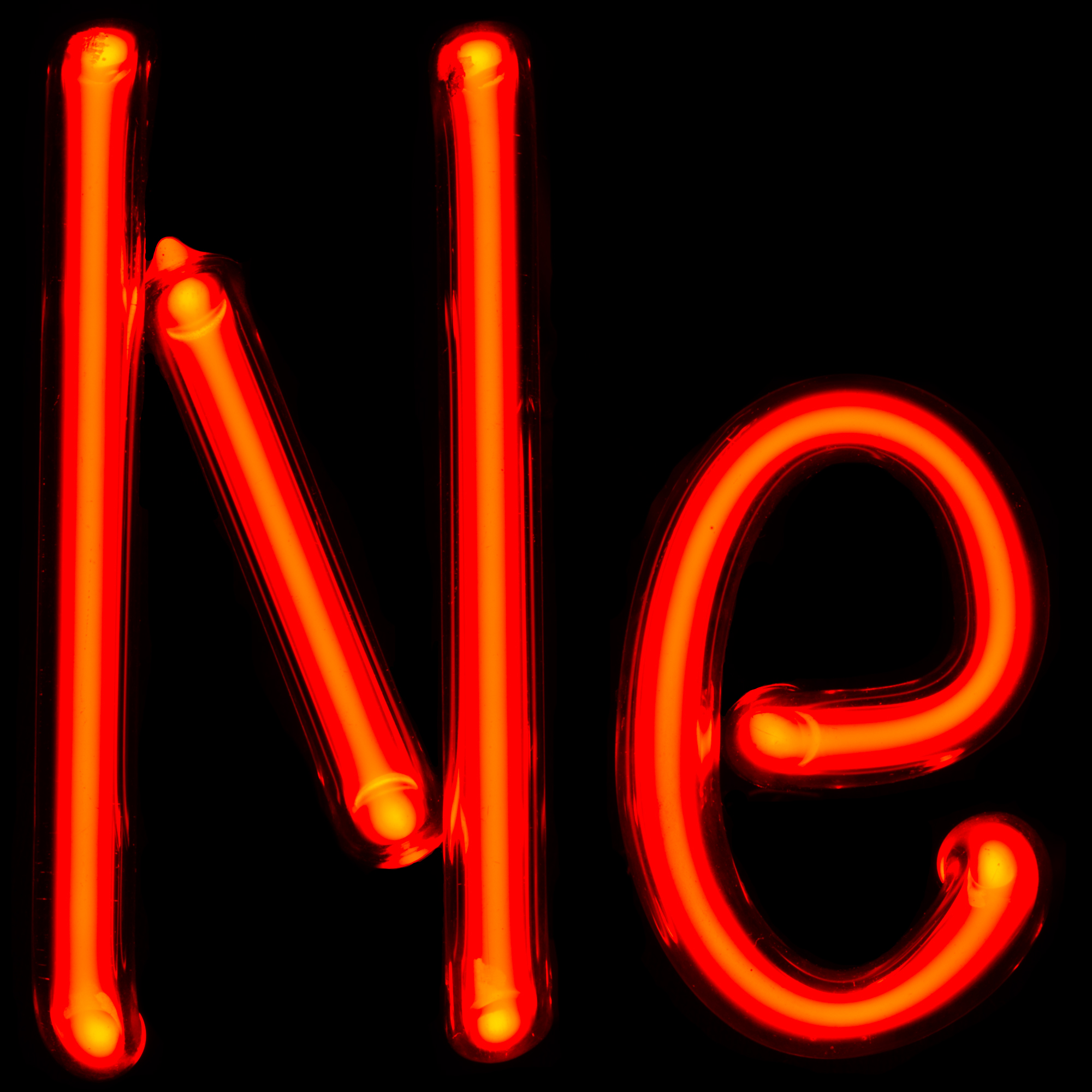
Lâmpadas de néon geram luz graças ao plasma que existe no seu interior.

Devido às suas faixas consideráveis de temperaturas e densidades, os plasmas encontram aplicações em muitos campos da pesquisa, tecnologia e indústria, como por exemplo: metalurgia industrial e extrativa, tratamentos superficiais como projeção térmica (recobrimento), gravação em microeletrônica, corte e soldagem de metais; além disso, são usados na limpeza de gases de exaustão veiculares e em lâmpadas fluorescentes e luminescentes, além de ter participação em motores de combustão supersônicos para a engenharia aeroespacial.

#### Descargas de baixa pressão
Plasmas de descarga luminescente: plasmas não térmicos gerados pela aplicação de corrente contínua ou campo elétrico RF (radiofrequência) de baixa frequência (< 100 kHz) no espaço entre dois eletrodos metálicos. Provavelmente o plasma mais comum, é o tipo gerado no interior dos tubos de lâmpadas fluorescentes.
Plasmas capacitivos: similares aos plasmas de descarga luminescente, mas gerados por campos elétricos RF de alta frequência, tipicamente 13,56 MHz. Eles diferem da descarga luminescente em que as bainhas são muito menos intensas. São largamente utilizados em microfabricação e na produção de circuitos integrados na gravação por plasma e na deposição de vapor químico induzida pelo plasma.
Plasmas indutivos: similares aos capacitivos e com aplicações similares, mas o eletrodo consiste de uma bobina revestindo o volume da descarga, que indutivamente excita o plasma.
Plasmas aquecidos por ondas: similares aos capacitivos e indutivos, no sentido de que são gerados tipicamente por radiofrequência ou micro-ondas, mas são aquecidos tanto por meios eletrostáticos quanto eletromagnéticos.

#### Pressão atmosférica
Descarga de arco: descarga térmica de alta potência e temperatura muito alta (~ 10 000 K). Pode ser gerado utilizando-se várias fontes de energia. É comumente usado em processos metalúrgicos, como, por exemplo, para fundir rochas contendo Al2O3 para produzir alumínio.
Descarga de corona: descarga não térmica gerada pela aplicação de alta tensão em eletrodos de ponta aguda. É comumente usado em geradores de ozônio e precipitadores de partículas.
Descarga de barreira dielétrica: descarga não térmica gerada pela aplicação de altas tensões em pequenos espaços, enquanto um revestimento não condutor impede a transição da descarga de plasma em um arco. É com frequência chamado inadequadamente "descarga de corona" na indústria e tem aplicação similar a esta. É também largamente utilizado no tratamento de tecidos. A aplicação da descarga em tecidos sintéticos e plásticos finaliza a superfície e permite a aderência de tintas, colas e materiais similares.
Descarga capacitiva: plasma não térmico gerado pela aplicação de radiofrequência (por exemplo, de 13,56 MHz) a um eletrodo, com um eletrodo aterrado mantido a uma separação da ordem de 1 cm. Essas descargas são normalmente estabilizadas usando-se um gás nobre como o hélio ou o argônio.

## Aplicações
Uma das motivações para o desenvolvimento da Física de Plasma veio da investigação do processo de fusão termonuclear para produção de energia. Para que núcleos leves se fundam, produzindo energia a partir do processo de fusão nuclear, é necessário que colidam com energia suficiente para vencer a Barreira de Coulomb, ou seja, que tenham energia suficiente para se aproximarem uma distância da ordem do raio nuclear, apesar da repulsão eletrostática entre eles. Os estudos iniciais demonstraram que não era viável utilizar aceleradores de partículas para este fim, porque a energia gasta para acelerar os núcleos reagentes é superior à energia obtida com o processo de fusão, de forma que não há ganho energético no processo completo.
No entanto, é possível conseguir ganho fazendo que o processo de fusão ocorra num gás altamente aquecido porque, devido à distribuição Maxwelliana de energia entre partículas, numa temperatura suficientemente alta, haverá sempre partículas com energia suficiente para vencer a barreira coulombiana e se fundirem. Basicamente a temperatura do gás tem que ser alta o suficiente para que a energia térmica seja da ordem da energia de repulsão coulombiana e a energia produzida pelas reações de fusão seja maior que a perdida por radiação, em particular radiação de bremsstrahlung. Isso fez com que a pesquisa para desenvolvimento de reatores à fusão levasse a um rápido avanço da Física de Plasma, nas quatro últimas décadas.
A fusão nuclear dos isótopos do hidrogênio deutério e trítio, pode gerar nêutrons, resultando em emissões de radiações perigosas. Entretanto, a fusão nuclear aneutrônica (sem a emissão de nêutrons) é livre destas radiações. O uso de combustíveis aneutrônicos (boro, lítio, hélio-3, etc.), combinado com confinamento inercial a laser, torna esta forma de fusão possível. 
A pesquisa em fusão nuclear permitiu descobrir várias aplicações tecnológicas de plasmas que forma sendo gradualmente incorporadas em processos industriais a partir dos anos sessenta, em particular na indústria eletrônica. Atualmente, mais de 85% de todos os processos utilizados nessas indústrias envolvem algum tipo de plasma. Além disso, a utilização de plasmas permitiu o desenvolvimento de novos materiais, como filmes finos de diamantes, fulerenos e nanotubos, materiais resistentes à corrosão e muitos outros. Por isso, há uma intensa atividade em todo o mundo, tanto em laboratórios de pesquisa acadêmica como industriais, dedicada ao desenvolvimento de aplicações tecnológicas de plasmas, de forma que a utilização de plasmas de baixa temperatura para manufatura e processamento de materiais avançados constitui uma nova fronteira da Física de Plasma.
|                                          |                                                   | |
| Reator indutivo de plasma da COPPE/UFRJ. | Tocha / maçarico de plasma (ver: Corte a plasma). | Plasma gerado no interior do MAST (Mega Ampere Spherical Tokamak) do Culham Centre for Fusion Energy do Reino Unido. |